# 淡河定範
淡河 定範（おうご さだのり）は、戦国時代から安土桃山時代にかけての武将。播磨国淡河城主。「淡河」の読みは、あわが、おごうなどの説もある。

## 略歴
別所長治の義理の伯父にあたる人物で、備前江見氏から淡河氏の養子に入った。長治の織田信長からの離反に同調して離反し、天正7年（1579年）6月27日には敵軍中に牝馬を放つ奇襲作戦で羽柴秀長を破った。その後の定範の消息は、天正7年9月10日（1579年9月30日）に、羽柴勢に敗れ自刃したという戦死説と、その後も生き延びたという生存説などがあり、消息ははっきりしていない。

## 関連作品
- 漫画　『豊臣秀吉 勇将録』 戦国武将列伝特別編集（リイド社、2009年）　第5話 播磨軍記（荒木俊明）